# Liolaemus foxi
Liolaemus foxi este o specie de șopârle din genul Liolaemus, familia Tropiduridae, descrisă de Rayner Núñez Aguila în anul 2000. Conform Catalogue of Life specia Liolaemus foxi nu are subspecii cunoscute.